# Benoît Salmon
Pour les articles homonymes, voir Salmon.
Benoît Salmon, né le 9 mai 1974 à Dinan, est un coureur cycliste français. Il termine sa carrière en 2008 sous les couleurs de l'équipe Agritubel. En 1999, il remporte le maillot blanc de meilleur jeune (moins de 25 ans) du Tour de France ainsi que le classement final du Grand Prix du Midi libre.
En 2009, il obtient son BEES2 puis rejoint en 2010 le club marseillais VC La Pomme Marseille en qualité de directeur sportif. Annoncé à l'AVC Aix-en-Provence en 2015, il ne rejoint finalement pas ce club. En fin d'année 2015, il est avec Sébastien Duclos l'un des deux directeurs sportifs recrutés par Yann Dejan pour son projet d'équipe continentale, qui ne voit finalement pas le jour.

## Palmarès, résultats et classements

### Palmarès amateur
- 1990
  -  Champion de France sur route cadets
- 1992
  -  Champion de France sur route juniors
  -  Champion de Bretagne sur route juniors
- 1994
  - Paris-Auxerre

### Palmarès professionnel
- 1995
  - 3e du Trio normand
- 1996
  - Flèche ardennaise
- 1997
  - 9e de la Flèche wallonne
- 1998
  - Tour du Vaucluse :
    - Classement général
    - 4e étape

  - 3e de la Classique des Alpes
- 1999
  - Grand Prix du Midi libre :
    - Classement général
    - 4e étape

  -  Classement du meilleur jeune du Tour de France
  - 2e de la Classique des Alpes
- 2000
  - 6e de la Classique des Alpes
- 2001
  - 6e étape du Grand Prix du Midi libre
  - 2e du Grand Prix du Midi libre
  - 2e du Tour de Vendée
  - 3e du Critérium du Dauphiné libéré
  - 5e de la Classique des Alpes
- 2003
  - 2e de la Classique des Alpes
- 2004
  - 3e du championnat de France sur route

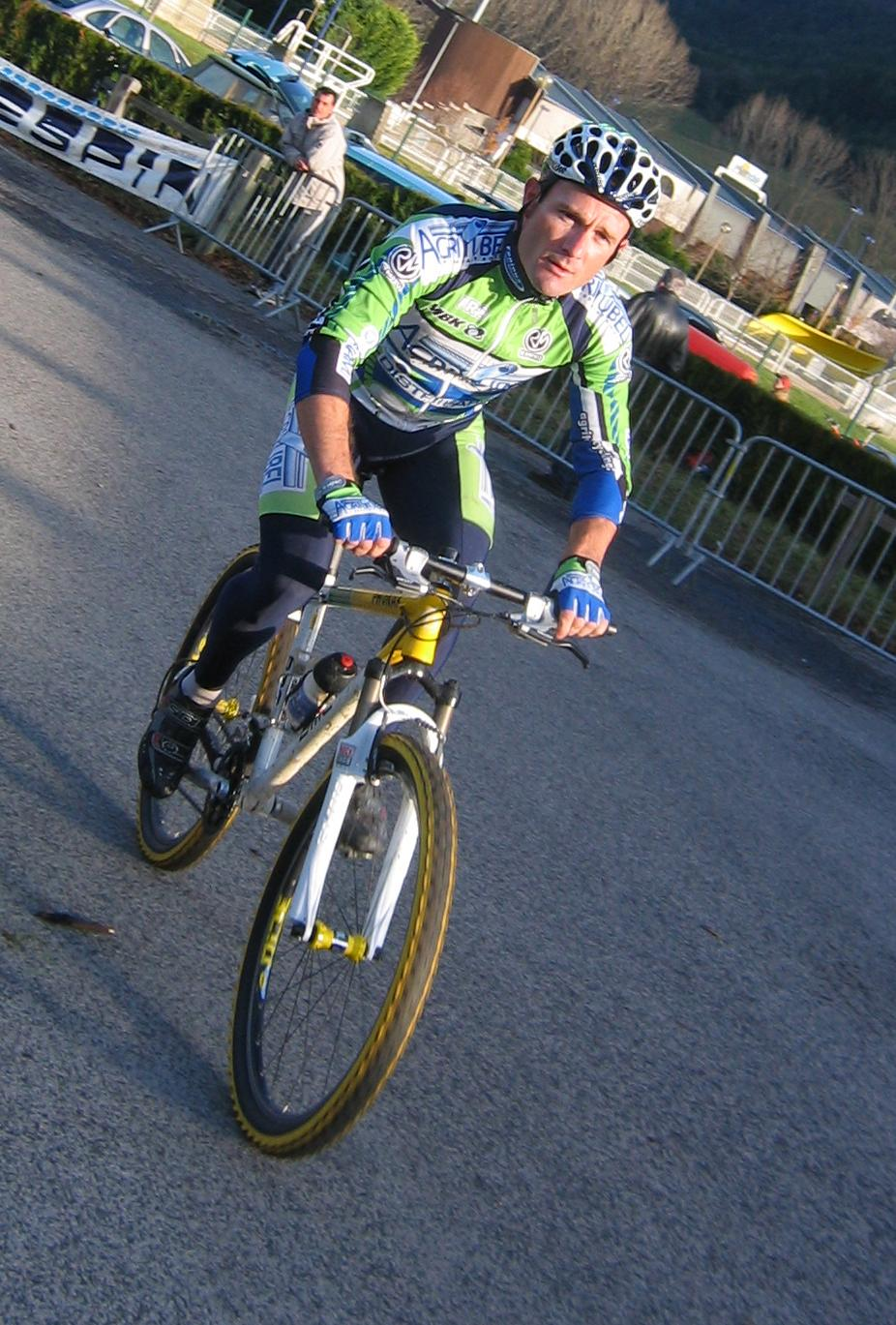
En novembre 2006, lors du 3e cyclo-cross de la ville de Mende sous le maillot d'Équipe cycliste Agritubel

- 2005
  - 3e de la Route du Sud

### Résultats sur les grands tours

#### Tour de France
8 participations
- 1997 : exclu (18e étape)
- 1998 : 28e
- 1999 : 16e,  vainqueur du classement du meilleur jeune.
- 2000 : 107e
- 2001 : 35e
- 2004 : 83e
- 2006 : 39e
- 2007 : 125e

#### Tour d'Espagne
1 participation
- 2002 : 83e

### Classements mondiaux
Benoît Salmon a été classé au mieux 72e en fin d'année au classement UCI en 2001.
| Année          | 1996 | 1997 | 1998 | 1999 | 2000 | 2001 | 2002  | 2003 | 2004 |
| -------------- | ---- | ---- | ---- | ---- | ---- | ---- | ----- | ---- | ---- |
| Classement UCI | 420e | 276e | 140e | 97e  | 369e | 72e  | 1103e | 267e | 337e |